# Kagerup
Kagerup är en ort i Gribskovs kommun på norra Själland i Danmark. Vid Kagerup delar sig järnvägen Gribskovbanen i två grenar. Orten har 406 invånare (2017).